# میتسو هامادا
میتسو هامادا (انگلیسی: Mitsuo Hamada؛ زادهٔ ۱ اکتبر ۱۹۴۳) بازیگر اهل ژاپن است.
از فیلم‌ها یا برنامه‌های تلویزیونی که وی در آن نقش داشته‌است می‌توان به شهر کارخانه ذوب فلز اشاره کرد.